# Sommer-Paralympics 1996/Judo
Bei den Sommer-Paralympics 1996 in Atlanta wurden in insgesamt sieben Wettbewerben im Judo Medaillen vergeben.

## Männer

### Superleichtgewicht (bis 60 kg)
| Platz | Land | Athlet               |
| ----- | ---- | -------------------- |
| 1     | TPE  | Ching Chung Lee      |
| 2     | JPN  | Nobuhiro Kanki       |
| 3     | KOR  | Il Keun Kim          |
| 3     | RUS  | Veniamin Mitchourine |

### Halbleichtgewicht (bis 65 kg)
| Platz | Land | Athlet                  |
| ----- | ---- | ----------------------- |
| 1     | JPN  | Satoshi Fujimoto        |
| 2     | RUS  | Achmed Gadschimagomedow |
| 3     | USA  | Marlon Lopez            |
| 3     | FRA  | Cyril Morel             |

### Leichtgewicht (bis 71 kg)
| Platz | Land | Athlet         |
| ----- | ---- | -------------- |
| 1     | JPN  | Takio Ushikubo |
| 2     | FRA  | Gerald Rollo   |
| 3     | USA  | Stephan Moore  |
| 3     | CHN  | Baoji Cui      |

### Halbmittelgewicht (bis 78 kg)
| Platz | Land | Athlet          |
| ----- | ---- | --------------- |
| 1     | GBR  | Simon Jackson   |
| 2     | ARG  | Fabian Ramirez  |
| 3     | ESP  | Eugenio Santana |
| 3     | LTU  | Jonas Stoskus   |

### Mittelgewicht (bis 86 kg)
| Platz | Land | Athlet                   |
| ----- | ---- | ------------------------ |
| 1     | BRA  | Antônio Tenório Da Silva |
| 2     | ESP  | Francisco Boedo          |
| 3     | KOR  | Yu Sung An               |
| 3     | GBR  | Ian Rose                 |

### Halbschwergewicht (bis 95 kg)

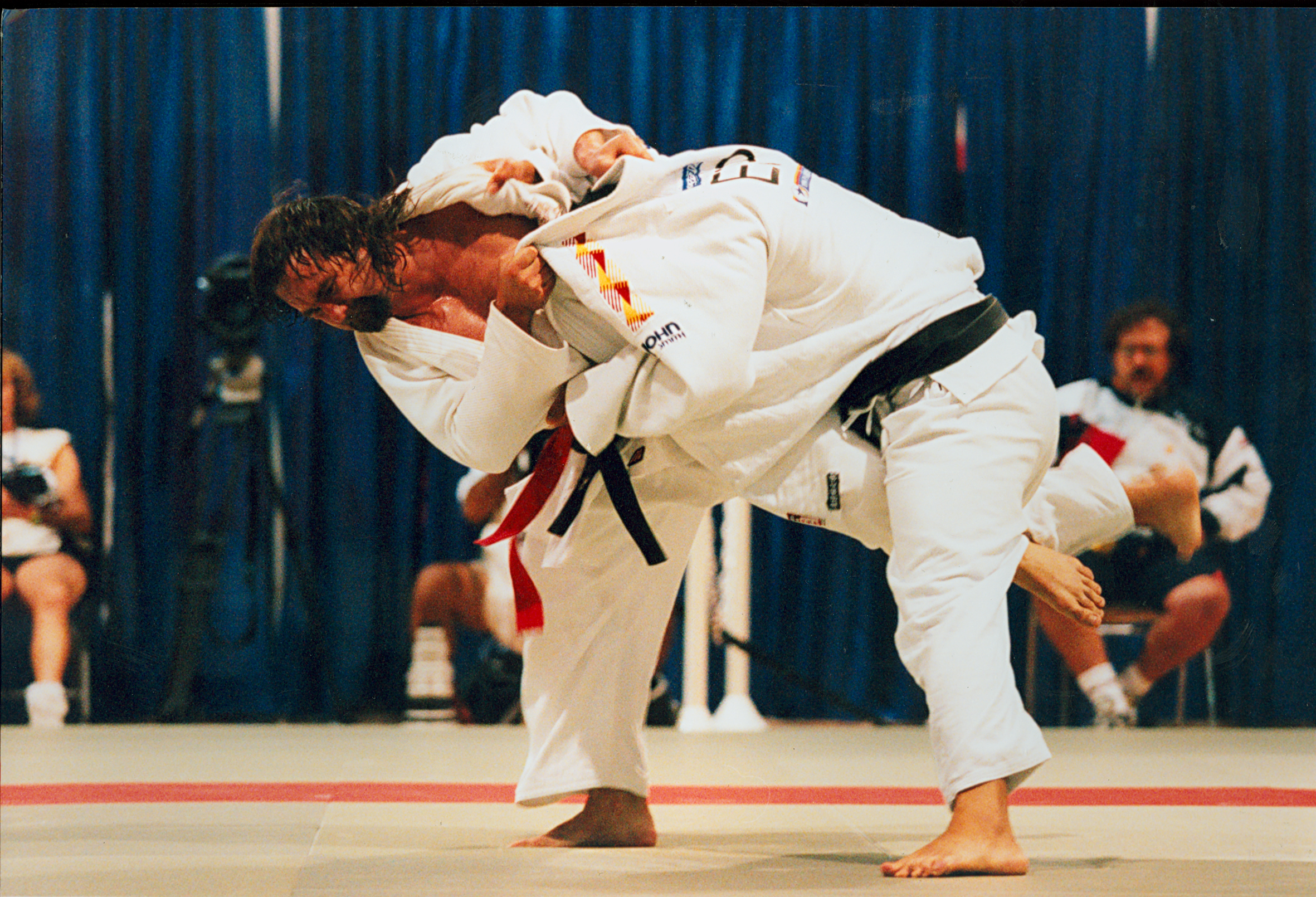
Anthony Clarke im Halbfinale gegen Fermin Campos Ariza

| Platz | Land | Athlet         |
| ----- | ---- | -------------- |
| 1     | AUS  | Anthony Clarke |
| 2     | CHN  | Run Ming Men   |
| 3     | USA  | James Mastro   |
| 3     | GBR  | Terence Powell |

### Schwergewicht (über 95 kg)
| Platz | Land | Athlet         |
| ----- | ---- | -------------- |
| 1     | AUT  | Walter Hanl    |
| 2     | USA  | Kevin Szott    |
| 3     | JPN  | Osamu Takagaki |
| 3     | FRA  | Eric Censier   |

## Medaillenspiegel Judo
| Medaillenspiegel Judo | Medaillenspiegel Judo  | Medaillenspiegel Judo | Medaillenspiegel Judo | Medaillenspiegel Judo | Medaillenspiegel Judo |
| Platz                 | Land                   | G                     | S                     | B                     | Gesamt                |
| --------------------- | ---------------------- | --------------------- | --------------------- | --------------------- | --------------------- |
| 01                    | Japan                  | 2                     | 1                     | 1                     | 4                     |
| 02                    | Vereinigtes Königreich | 1                     | –                     | 2                     | 3                     |
| 03                    | Australien             | 1                     | –                     | –                     | 1                     |
| 03                    | Österreich             | 1                     | –                     | –                     | 1                     |
| 03                    | Chinesisch Taipeh      | 1                     | –                     | –                     | 1                     |
| 07                    | Vereinigte Staaten     | –                     | 1                     | 3                     | 4                     |
| 08                    | Frankreich             | –                     | 1                     | 2                     | 3                     |
| 09                    | Volksrepublik China    | –                     | 1                     | 1                     | 2                     |
| 09                    | Russland               | –                     | 1                     | 1                     | 2                     |
| 09                    | Spanien                | –                     | 1                     | 1                     | 2                     |
| 12                    | Argentinien            | –                     | 1                     | –                     | 1                     |
| 13                    | Südkorea               | –                     | –                     | 2                     | 2                     |
| 14                    | Litauen                | –                     | –                     | 1                     | 1                     |

Weitere Teilnehmerländer
- Algerien
- Kanada
- Deutschland
- Irland
- Italien